# Natica perlineata
Natica perlineata är en snäckart som beskrevs av Dall 1889. Natica perlineata ingår i släktet Natica och familjen borrsnäckor. Inga underarter finns listade i Catalogue of Life.